# Florentino Ameghino
Florentino Ameghino (Moneglia, Szárd Királyság, 1853. szeptember 19. – La Plata, 1911. augusztus 6.) argentin őslénykutató, antropológus, zoológus és természettörténész volt. Zoológiai szakmunkákban nevének rövidítése: „Ameghino”.

## Élete és munkássága
Ameghino Moneglia városban született. Szülei olasz kivándorlók voltak. Ameghino önerőből tanult, tanulmányait a déli pampák tanulmányozásába fektette. Korának egyik legnagyobb fosszilis gyűjteményét hozta létre; gyűjtemény, amely számos geológiai és paleontológiai tanulmányhoz vezetett. Felkutatta azt a tényt, hogy élt-e ősember a pampákon. Sőt azt is állította, hogy az ember, mint faj Dél-Amerikából származik.
Florentino Ameghinót  kinevezték a córdobai Állami Egyetem (Universidad Nacional de Córdoba) állattani tanszékvezető professzorává. Aztán a La Plata-i Múzeum (Museo de La Plata) aligazgatója, és a Buenos Aires-i Argentin Természettudományi Múzeum (Museo Argentino de Ciencias Naturales) igazgatója lett.
A tudós Buenos Airesben, cukorbetegségben halt meg. Ekkor 57 éves volt.
A holdon található Ameghino-krátert róla nevezték el. Szintén róla van elnevezve a Buenos Aires tartományban lévő Florentino Ameghino partido körzet, amelynek székhelye nem más, mint Ameghino város, és az „Ameghiniana” című tudományos lap, amely az őslénytani kutatással foglalkozik.

## Florentino Ameghino által alkotott és/vagy megnevezett taxonok
Az alábbi linkben megnézhető Florentino Ameghino taxonjainak egy része.

### Fordítás
- Ez a szócikk részben vagy egészben  a   Florentino Ameghino című angol Wikipédia-szócikk ezen változatának fordításán alapul.  Az eredeti cikk szerkesztőit annak laptörténete sorolja fel. Ez a jelzés csupán a megfogalmazás eredetét és a szerzői jogokat jelzi, nem szolgál a cikkben szereplő információk forrásmegjelöléseként.